# FK Bashkimi Kumanovo
El KF Bashkimi fue un equipo de fútbol de Macedonia del Norte que jugó en la Primera División de Macedonia del Norte, la liga de fútbol más importante del país.

## Historia
Fue fundado en el año 1947 en la ciudad de Kumanovo y jugó en la Primera División de Macedonia del Norte en 5 temporadas, donde nunca pudo salir campeón, pero fue campeón de Copa en 1 ocasión. Cuenta con un grupo de aficionados conocido como Ilirët.
A nivel internacional participó en 1 torneo continental, en la Copa UEFA de 2005/06, en la que fue eliminado en la Segunda ronda clasificatoria por el Maccabi Petah Tikva de Israel.
El equipo se había disuelto en el año 2008 por sus dificultades financieras,
En 2011 se crearía el KF Bashkimi (2011) como la reencarnación del club.

## Palmarés
- Segunda División de Macedonia del Norte: 1

2002/03
- Copa de Macedonia del Norte: 1

2004/05

## Participación en competiciones de la UEFA
| Temporada | Torneo    | Ronda            | País                 | Club                | Marcador |  |
| --------- | --------- | ---------------- | -------------------- | ------------------- | -------- |  |
| 2005/06   | Copa UEFA | Clasificatoria 1 | Bosnia y Herzegovina | NK Žepče            | 3-0, 1-1 |  |
| 2005/06   | Copa UEFA | Clasificatoria 2 | Israel               | Maccabi Petah Tikva | 0-5, 0-6 |  |